# Doddaguni, Nagamangala
Doddaguni là một làng thuộc tehsil Nagamangala, huyện Mandya, bang Karnataka, Ấn Độ.